# 行方市立北浦中学校
行方市立北浦中学校（なめがたしりつ きたうらちゅうがっこう）は、茨城県行方市内宿にある公立中学校。
1947年に創立した津澄中、要中、武田中を統合し、1958年に創立した。茨城県特殊教育推進指定校、文部省道徳教育指定校である。

## 沿革
- 1958年（昭和33年）6月1日 - 北浦村立北浦中学校として開校。
- 1997年（平成9年）10月1日 - 町制施行により北浦町立北浦中学校に改称。
- 2005年（平成17年）9月2日 - 市町村合併により現校名に改称。

## 通学区域
北浦中学校の学区は行方市の旧北浦町域全域である。北浦小学校の学区が旧北浦町域に相当。町丁名は以下の通りである。
- 吉川
- 繁昌
- 中根
- 山田
- 北高岡
- 南高岡
- 小幡
- 行戸
- 両宿
- 内宿
- 成田
- 長野江
- 次木
- 小貫
- 三和

## 著名な卒業生
- 出久根達郎（直木賞作家）
- 小澤英明（サッカー選手）